# Chronologie de l'Iran
Pour un article plus général, voir Histoire de l'Iran.
 (mai 2025).
Cette chronologie de l'Iran relate les grands événements de l'histoire de l'Iran depuis la préhistoire jusqu'à nos jours .

## Tableau synoptique
|  |

## Préhistoire et protohistoire

### Préhistoire
- -800 000 - Occupation humaine au Baloutchistan.
- -150 000 - Occupation moustérienne à Qaleh Bozi en Ispahan et dans le bassin de l'Helmand.
- -25 000 - Développement des arts et du travail de la pierre du Baradostien à Yafteh (en) dans les monts Zagros.
- -12 000 - Présence de pasteurs transhumants à Ganj Dareh dans la plaine de Kermanshah.
- -10 000 - Élevage et production de biens à Ghar-e Karmarband dans la région de la mer Caspienne.
- -6000 - Agriculture dans les régions de Gorgan (Turang Tepe et Yarim Tepe (en)) et de Sialk près de Kashan.

- -5000 - Civilisation de Jiroft.
- -5000 - Civilisation proto-élamite, centrée à Tell-e Malyân (Anshan).

## Antiquité
- -3500 : Éléments de cuivre et céramiques en Susiane et à Sialk.
- -3000 : Création du royaume élamite.
- -2500 : Royaumes iraniens d'Awan, Simashki, Zabshali, Hamazi dans le Zagros et Marhashi, à l’est.
- -2000 : Arrivée de peuples provenant d'Asie centrale et parlant des dialectes de vieux perse.
- Xe siècle av. J.-C. : peuplement du plateau iranien par les Aryens au nord et dans le Fars, par les Mèdes dans l'ouest.
- vers -750 : Déjocès fondent le royaume mède, dont la capitale est Ecbatane.
- -612 : les Mèdes s'emparent de Ninive, provoquant la chute de l'Empire assyrien.
- -625 : Cyaxare devient roi des Mèdes
- -559 : Cyrus II dit le Grand devient roi Achéménide.
- -552 : la Perse devient un royaume indépendant sous le roi Cyrus II.

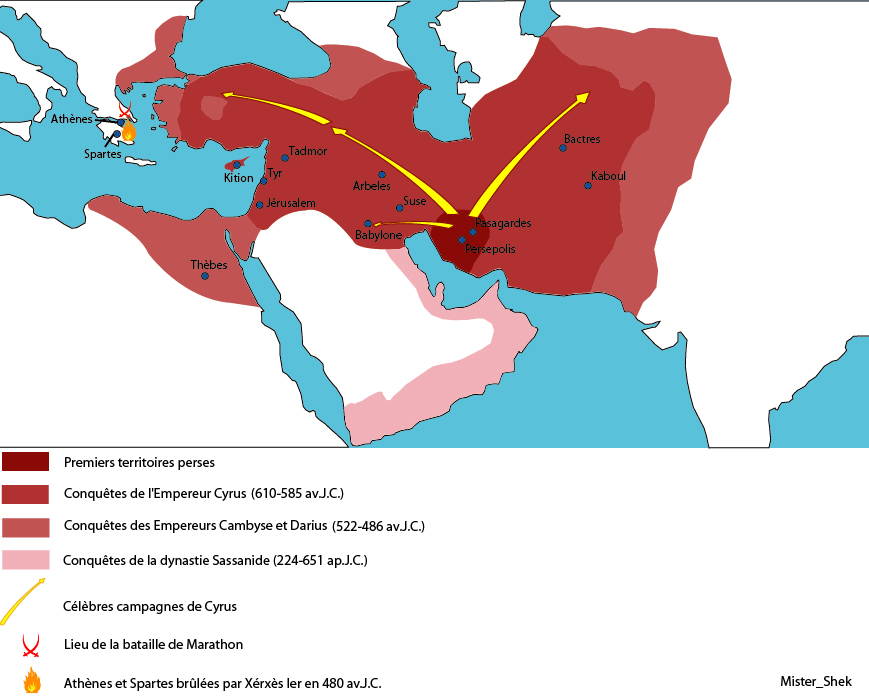
Évolution géographique de l'Empire perse.

- -550 : Cyrus II avec les Mèdes fonde l'Empire perse.
- -539 : Cyrus II envahit Babylone et y libère les esclaves.
- -525 : La Perse conquiert l'Égypte.
- -522 : après la mort de Cambyse, le mage Gaumata usurpe le pouvoir en se faisant passer pour Bardiya, frère du défunt ; il est assassiné par des généraux menés par Darius. Début du règne de Darius Ier, roi de Perse (fin en 486 av. J.-C.).
- -518 : la Voie royale de 2 683 km est construite à travers l'Empire perse.
- -490 : les Perses du roi Darius sont battus par une coalition de Grecs à Marathon ; c'est l'épisode le plus marquant de la première guerre médique.
- -486 : Au décès de Darius Ier, Xerxès devient roi de Perse (fin en 465 av. J.-C.).
- -482 : Pour mater une révolte babylonienne contre la domination perse, Xerxès fait détruire les temples de la ville, notamment l'Esagil.
- -480 : au cours de la deuxième guerre médique les Grecs défont la marine perse à Salamine.
- -479 : Athènes refuse l'offre de passer du côté perse.
- -472 : dans sa pièce Les Perses, Eschyle présente au public athénien la bataille de Salamine vue du côté perse.
- -465 : Xerxès Ier est assassiné. Son fils Artaxerxès Ier lui succède comme roi de Perse.
- -459 : après avoir aidé les rebelles égyptiens contre le pouvoir perse, les Grecs sont mis en fuite et trouvent refuge dans une île du delta du Nil.
- -404 : l'Égypte devient indépendante de la Perse.
- -401 : le roi perse Artaxerxès II défait et tue son frère Cyrus le Jeune à Counaxa.
- -396 : le roi de Sparte Agésilas II défait le satrape perse Tissapherne.
- -386 : Sparte et la Grèce signent un traité, la paix d'Antalcidas ou paix du Roi, reconnaissant les droits de la Perse d'Antaxerxès sur l'Asie et Chypre et les droits d'Athènes sur les îles de Skyros, d'Imbros et de Lemnos.
- -370 : les satrapes de l'Empire perse entrent en révolte contre le pouvoir central, à la suite de l'indépendance de l'Égypte en -404.
- -338 : décès d'Artaxerxès, roi de Perse, assassiné par son eunuque favori.
- -333 : Alexandre le Grand défait le roi perse Darius III Codoman à la bataille d'Issos.
- -331 : Alexandre le Grand défait le roi perse Darius III à la bataille de Gaugamèles.
- -330 - Alexandre le Grand conquiert la Perse.
- -323 : Prise de la Perse par Séleucos Ier Nicator et fondation de l'Empire séleucide.
- -312 : début du règne de Séleucos Ier, fondateur de la dynastie séleucide de Perse (fin en 280 av. J.-C.).

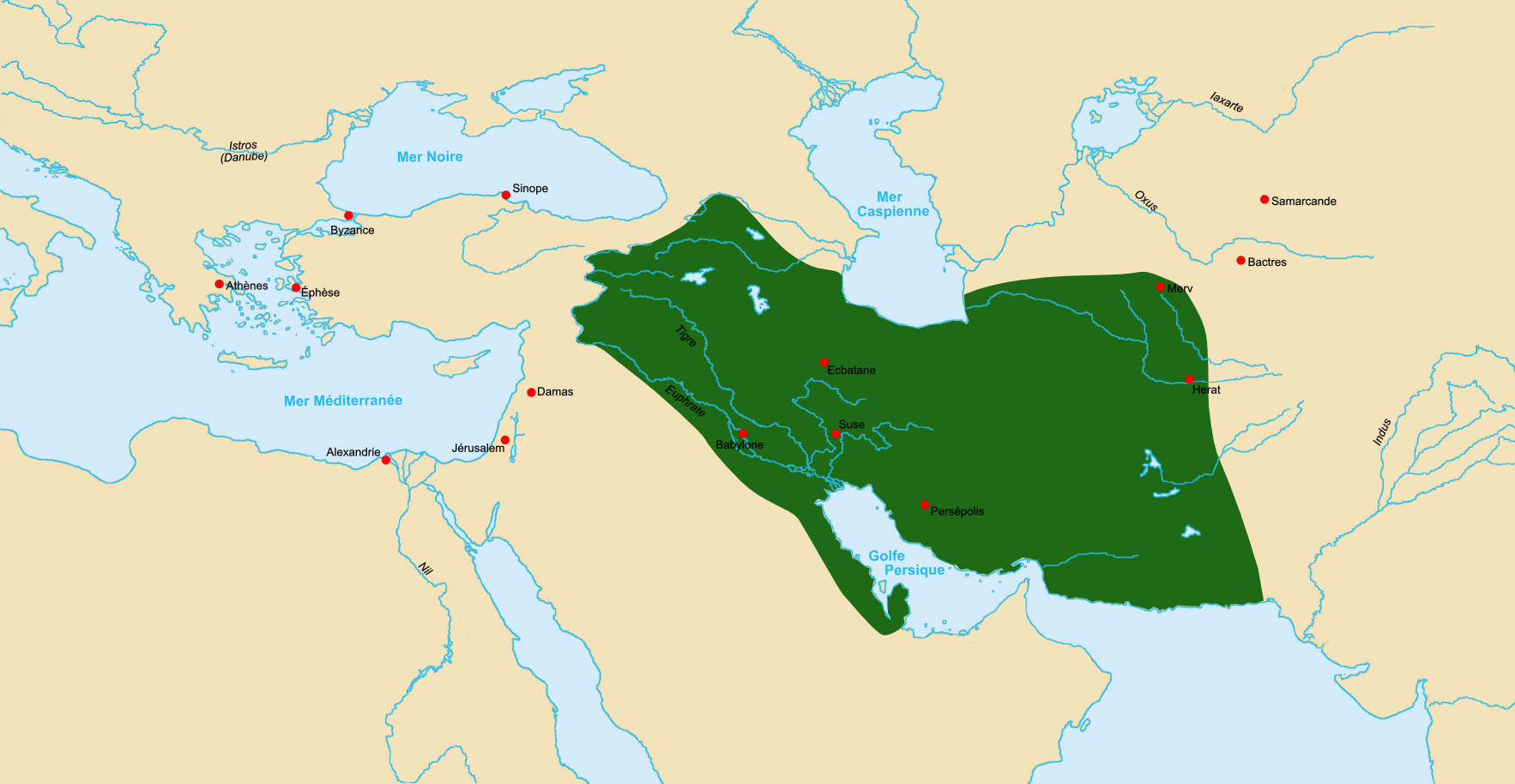
Empire parthe à son apogée, en -60.

- -247 : Indépendance des Parthes, dont les ancêtres viennent de tribus à l'est de la mer Caspienne.
- -247 – 224 ap. J.-C. : les Parthes s'établissent comme maîtres de la Bactriane (le Nord de l'Afghanistan), puis de la Perse et de la Mésopotamie.
- -246 : Indépendance du royaume gréco-bactrien.
- -190 : Indépendance du bataille de Magnésie du Sipyle.
- 211 : Ardachîr devient le roi d'une partie de la Perse.
- 224 : Défaite de l'empereur parthe Artaban IV par un de ses vassaux, le Perse Ardachir Ier.
- 226 - Ardachîr renverse Artaban V, dernier roi des Parthes, et fonde la dynasite des Sassanides.
- 227 : la Perse annexe tout l'Empire parthe.
- 241 : Chapour Ier devient roi de Perse.
- 242 - Le prophète Mani commence à prêcher en Perse.
- 259 : le roi persan Chapour Ier capture l'empereur Valérien.
- 297 : Narses, le roi sassanide de Perse, évince le roi Tiridate IV d'Arménie.
- 298 : le roi persan Narses est forcé de signer un traité avec Rome.
- 309 : début du règne de Chapour II, roi de Perse (fin en 379).
- 332 : nouveau recueil des doctrines de Zarathoustra en Perse (Avesta).
- 337 : début de la guerre persane contre Rome (fin en 350).
- 348 : des femmes sont enrôlées en Perse dans les services auxiliaires de l'armée.
- 350 : les Huns blancs envahissent la Perse et l'Inde.
- 359 : Chapour II envahit la Syrie et prend la ville romaine d'Amida après une dure bataille.
- 363 : l'empereur Julien envahit la Perse et défait les Perses devant les murs de leur capitale, Ctésiphon.
- 390 : Théodose Ier et le roi Chapour III de Perse signent un traité pour se partager l'Arménie.
- 390 : Arrivée des Huns, Chionites et Kidarites en Transoxiane et au Gandhara.
- 399 : Yazdgard monte sur le trône de Perse. Il est tolérant envers le christianisme et entretient de bonnes relations avec les Romains.
- 422 : Théodose II, empereur romain d'Orient, et le roi Vahram V de Perse signent un traité de paix.
- 430 : les Huns hephtalites, établis en Asie centrale, attaquent la Perse.

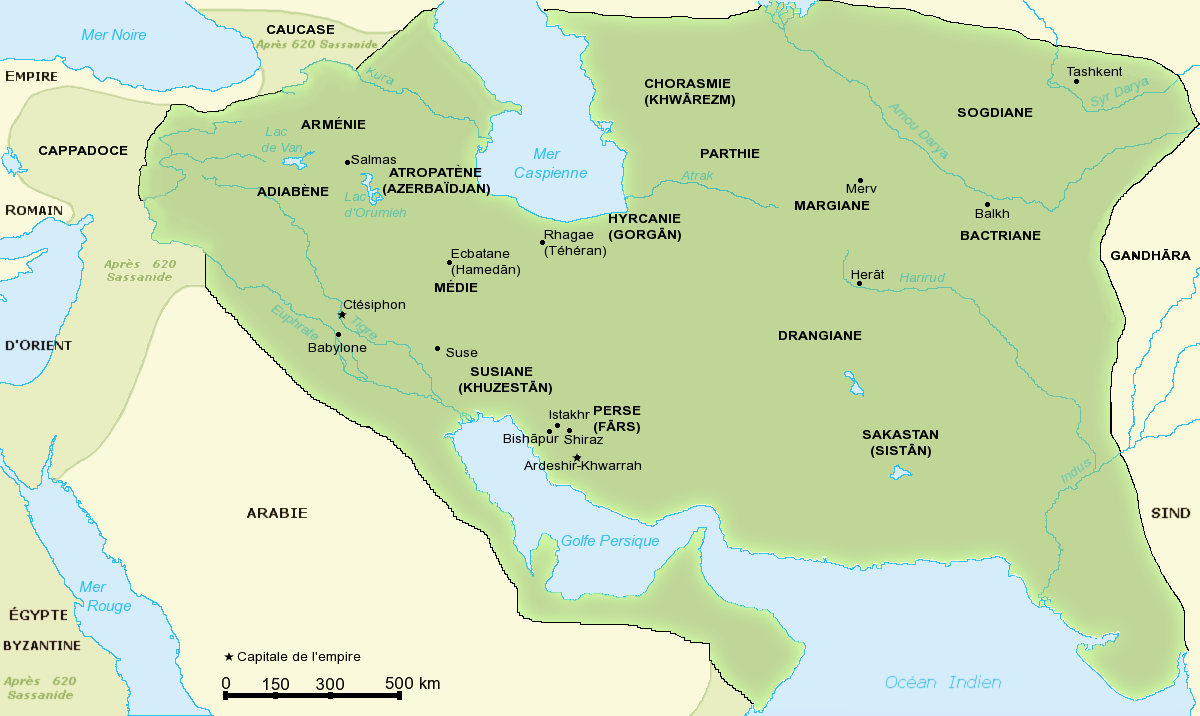
Empire sassanide vers 500.

- 506 : après une contre-offensive romaine, en Mésopotamie, la paix est rétablie entre l'empire d'Orient et la Perse.
- 516 : le persan Mazdak définit la doctrine du mazdakisme.
- 529 : la dernière école de philosophie en Europe, à Athènes, ferme et les derniers maîtres de philosophie émigrent en Perse.
- 531 : le mouvement collectiviste de Mazdak est écrasé en Perse. Début du règne de Khosro Ier, roi de Perse (fin en 579).
- 532 : Byzance verse à la Perse 3 548 kg d'or pour fortifier le Caucase.
- 561 : l'empereur byzantin Justinien signe un nouveau traité avec Khosro Ier, le roi des Persans rétablissant la frontière entre la Perse et l'empire d'Orient. L'empereur byzantin Justinien accepte de payer un tribut annuel à la Perse. La Perse garantit à Byzance 50 ans de paix.
- 589 : le roi de Perse Khosro Ier est déposé par une révolte militaire et s'enfuit à Constantinople pour demander de l'aide.
- 590 : début du règne de Khosro II, roi de Perse (fin en 628).
- 591 : l'empereur byzantin Maurice rétablit sur son trône le roi de Perse Khosro II. En retour, il reçoit d’importantes concessions territoriales. La paix est rétablie à nouveau entre les deux empires byzantin et persan.
- 600 : les moulins à vent sont utilisés en Perse pour l'irrigation.
- 627 : Héraclius, allié aux Khazars, parvient devant Ninive et anéantit l'armée persane.
- 628 : Victoire romaine sur l'empire Sassanide et capitulation de Khosro III sur l'Euphrate.
- 637 : les Arabes anéantissent l'armée persane à la bataille d'al-Qadisiyya, début de la conquête musulmane de la Perse
- 642 : À la bataille de Nahavand, l'armée sassanide est défaite par le califat des Rachidoune.
- 651 : Fin de la dynastie des Sassanides.

## Période islamique
- 651 : Début des Masmughans du Dumavand
- 760 : Chute des Masmughans du Dumavand

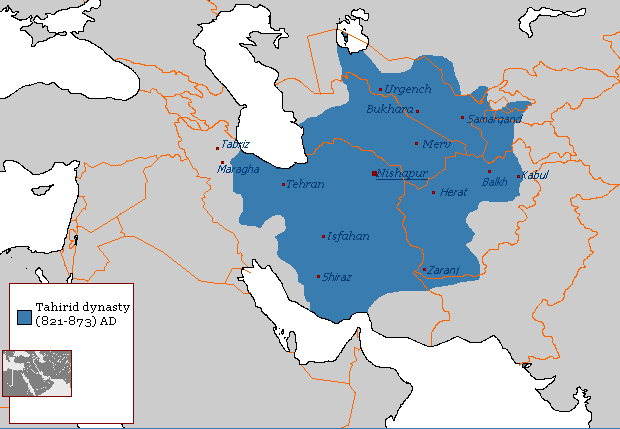
L'empire tahiride dans sa plus grande extension.

- 821 : Tahir Ier, général au service du calife abbasside Al-Ma’mûn. fonde la dynastie indépendante des Tahirides au Khorassan, avec Nichapur comme capitale.

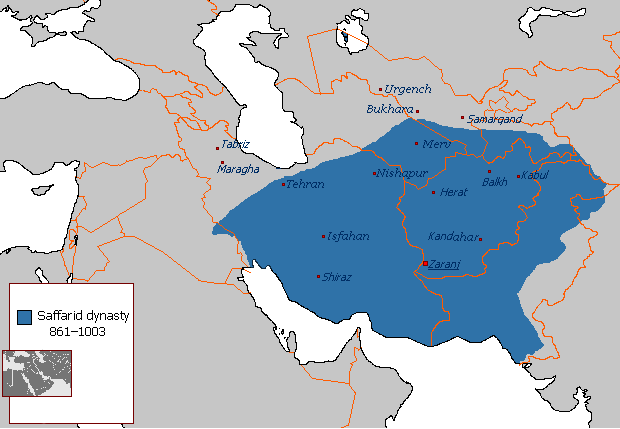
L'empire saffaride en 879.

- 867 : Ya`qûb ben Layth as-Saffâr fonde la dynastie des Saffarides, centrée sur le Sistan avec comme capitale Zarandj.
- 875 : Début de la Dynastie samanide
- 928 : Mardavij, d'origine daylamite et non musulman, lors d'une rébellion dans l’armée des Samanides, fonde la Dynastie ziyaride sur un territoire au sud de la mer Caspienne (Gourgan et Mazandaran).
- 934 : Début de la Dynastie bouyide
- 962 : La dynastie des Ghaznévides s’installe à Ghazna.
- 975 : le Persan Muvaffak écrit un traité des remèdes.
- 999 : Fin de la Dynastie samanide

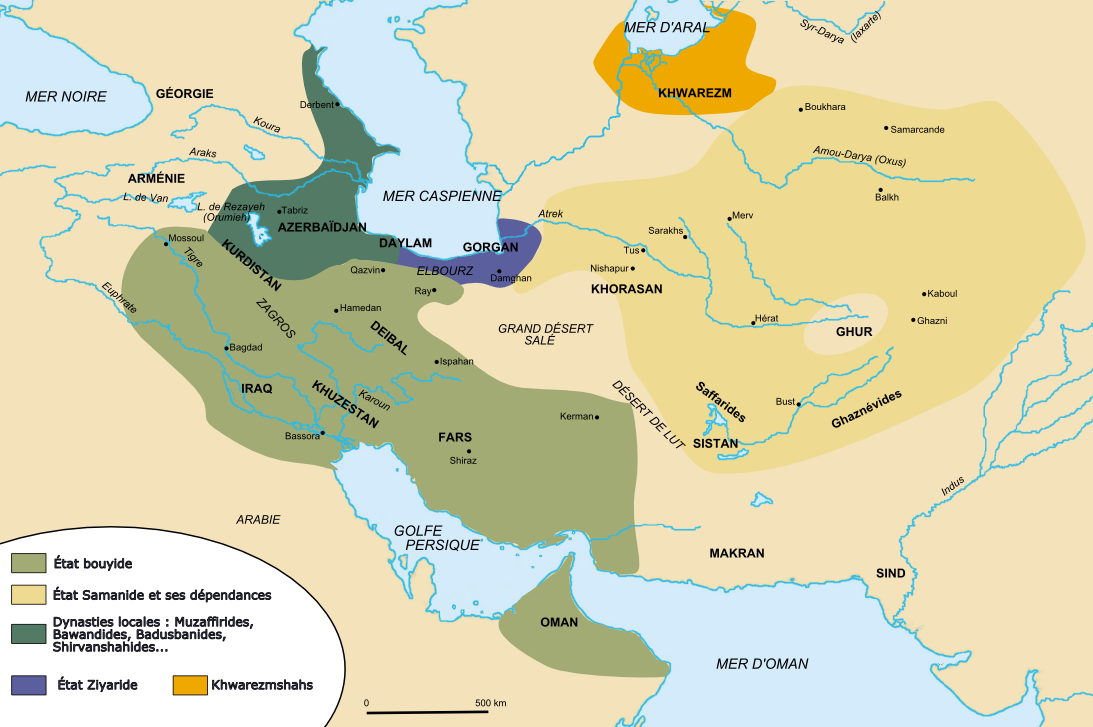
Iran vers l'an 1000.

- 1010 : Ferdowsi écrit Shâh Nâmeh (Livre des rois), la plus grande épopée en langue persane.
- 1037 : Début de l'Empire turc seldjoukide

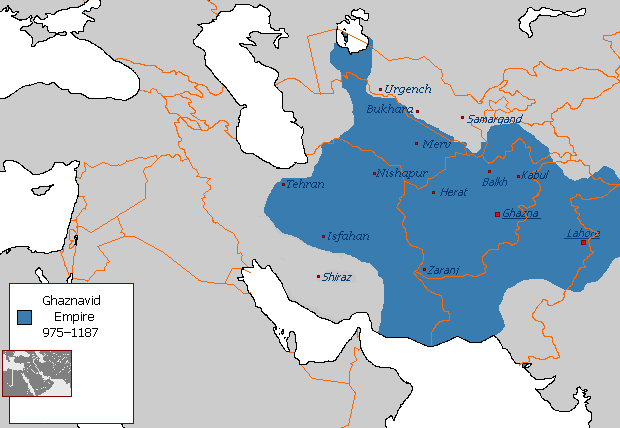
Empire ghaznévide vers 1040.

- 1043 : Fin de la Dynastie ziyaride
- 1048-1131 : vie de l'écrivain et savant perse Omar Khayyam.
- 1055 : Fin de la Dynastie bouyide
- 1077 : Début de l'Empire khorezmien
- 1094 : la secte des Assassins de religion chiite est fondée en Perse.
- 1187 : Fin de la Dynastie ghaznévide
- 1189 - Après la troisième croisade et la destruction de plusieurs villes du Moyen-Orient, la sécurité des pèlerins non armés est assurée.
- 1194 : Fin de l'Empire turc seldjoukide

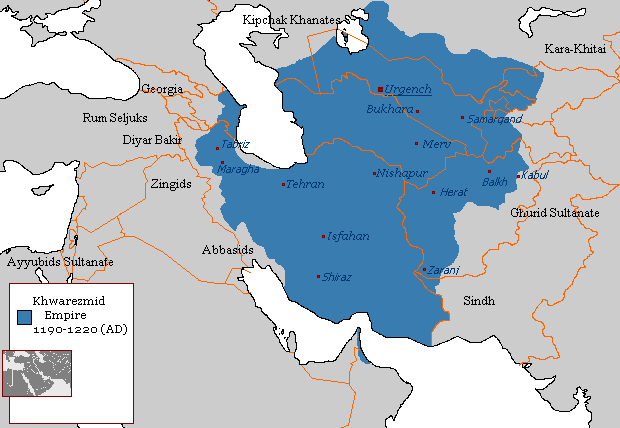
Empire Khorezmien en 1220.

- 1219- 1221 : Invasion mongole de l'empire Khorezmien.
- 1220 : Mort d'Ala ad-Din Muhammad, Chah du Khwarezm (Khwârazm-Shahs.
- 1231 : Fin de l'Empire khorezmien
- 1251 : début de la conquête de la Perse par Houlagou Khan.
- 1256 : établissement de la dynastie mongole des Ilkhanides.
- 1265 : fin de la conquête de la Perse par Houlagou Khan.
- 1314 : Début de la Dynastie muzaffaride
- 1353 : Fin de la Dynastie ilkhanide
- 1370 : Début de l'Empire timouride
- 1381 : Tamerlan (ou Timour), d’origine turque ou mongole, conquiert la totalité de l’Iran et en devient l’empereur.
- 1393 : Fin de la Dynastie muzaffaride
- 1447 : éclatement de l'empire de Tamerlan (Timour Lenk), l'Inde, la Perse et l'Afghanistan gagnent leur indépendance.
- 1501 - Ismaïl défait les armées du dernier souverain Akkoyunlu, et se fait couronner chah à Tabriz.
- 1502 - Ismaïl Ier établit dynastie séfévide en Perse et déclare le chiisme devient la religion d'État de la Perse.
- 1506 : Fin de l'Empire timouride
- 1514 - Lors de la bataille de Tchaldiran (Azerbaïdjan-Occidental), dans la première des guerres ottomano-persanes, l’Empire ottoman vainquent les Séfévides et s'emparèrent de la moitié orientale de l’Anatolie. Le sultan ottoman entre dans Tabriz mais une mutinerie dans son armée le force à retraiter.
- 1524 - À la mort d'Ismaïl Ier, son fils Tahmasp Ier lui succède.
- 1585 : début du règne d'Abbas Ier (fin en 1622).
- 1590 - Au traité de Constantinople, Abbas Ier signe la paix avec les Turcs et cède le Caucase et les territoires occidentaux de la Perse.
- 1598 : Abbas Ier défait les Ouzbeks à Herat. Il fait d'Ispahan sa capitale.
- 1610 - Lors de la bataille de Dimdim (en), les troupes d'Abbas Ier prennent la forteresse de Dimdim (en) aux Kurdes.
- 1623 : Abbas Ier prend Bagdad aux Turcs.
- 1629 - À la mort d'Abbas Ier, son petit-fils Safi Ier (appelé aussi Chah Séfi) lui succède.
- 1642 - À la mort de Safi Ier, son fils Abbas II lui succède.
- 1666 - À la mort d'Abbas II, son fils Chah Soleiman Ier lui succède.
- 1709 - Au cours de combats faisant 30 000 morts, les Afghans se soulèvent contre le pouvoir persan et forment un État afghan indépendant. Mirwais Khan Hotak, chef de clan ghilzai sunnite et maire de Kandahar, défait les Persans qui voulaient convertir les Afghans du sunnisme au chiisme et devient roi d'Afghanistan.
- 1722 - Le tsar russe Pierre Ier envoie des troupes pour prendre le contrôle de dans les régions de la mer Caspienne et de la Transcaucasie, marquant le début de la guerre russo-persane de 1722-1723.
- 1722 - Mahmoud Hotaki, fils de Mirwais Khan Hotak, envahit la Perse et assiège Ispahan. Le chah abdique en sa faveur et il fonde la dynastie des Hotaki.
- 1723 - Au traité de Saint-Petersbourg (en), le chah Tahmasp II cède à la Russie les villes de Derbent et de Bakou, de même que les provinces de Chirvan, Gilan, Mazandaran et Astrabad.
- 1730 : les Afghans sont rejetés hors de Perse.
- 1736 : Tahmasp Quli, chef de tribu afchar, chasse les Afghans et prend le pouvoir en 1736 sous le nom de Nâdir Châh. Il fonde la Dynastie afcharide.
- 1737 : début de l'occupation persane de l'Afghanistan (fin en 1747).
- 1746 - Le traité de Kerden (en) confirme la frontière entre l'Empire ottoman et la Perse fixée au traité de Qasr-i-Chirin. Les Ottomans acceptent de contester la légitimité des Afcharides comme souverains d'Iran et permettent l'accès des pèlerins d'Iran à La Mecque.
- 1747 : Influence persane en Inde.
- 1747 :  Nâdir Shâh est assassiné par d’autres chefs afchars,. Son assassinat est suivi par des luttes tribales entre Afcharides, Afghans, Qajars et Zands.
- 1750 : Mohammad Karim Khân Zand réussit à réunifier presque tout le pays et fonde la dynastie Zand.
- 1779 : La mort de Mohammad Karim Khân Zand est suivie de luttes tribales.

## Période contemporaine

### Dynastie Kadjar
1872 • 1873 • 1874 • 1875 • 1876 • 1877 • 1878 • 1879 • 1880 • 1881 • 1882 • 1883 • 1884 • 1885 • 1886 • 1887 • 1888 • 1889 • 1890 • 1891 • 1892 • 1893 • 1894 • 1895 • 1896 • 1897 • 1898 • 1899 • 1900 • 1901 • 1902 • 1903 • 1904 • 1905 • 1906 • 1907 • 1908 • 1909 • 1910 • 1911 • 1912 • 1913 • 1914 • 1915 • 1916 • 1917 • 1943 • 1918 • 1919 • 1920 • 1921 • 1922 • 1923 • 1924 • 1925
- 1781 : Début de la Dynastie Kadjar
- 1794 : Agha Mohammad Shah prend le pouvoir, mettant fin à la dynastie Zand et instaurant la Dynastie Kadjar.
- 1795 - L'empereur Agha Mohammad Shah attaque le royaume de Kartl-Kakhétie et la Géorgie en représailles à l'alliance du roi Héraclius II de Géorgie avec l’Empire russe[1]. À la bataille de Krtsanissi, les Perses prennent et détruisent Tbilissi.
- 1796 - La tsarine russe Catherine II lance l'expédition russe en Perse de 1796. À sa mort en novembre, son successeur Paul Ier en retire les troupes pour d'autres manœuvres ailleurs.
- 1802 : Fin de la Dynastie afcharide
- 1804 - La Russie attaque Gandja, alors en territoire iranien, marquant le début de la guerre russo-persane de 1804-1813.

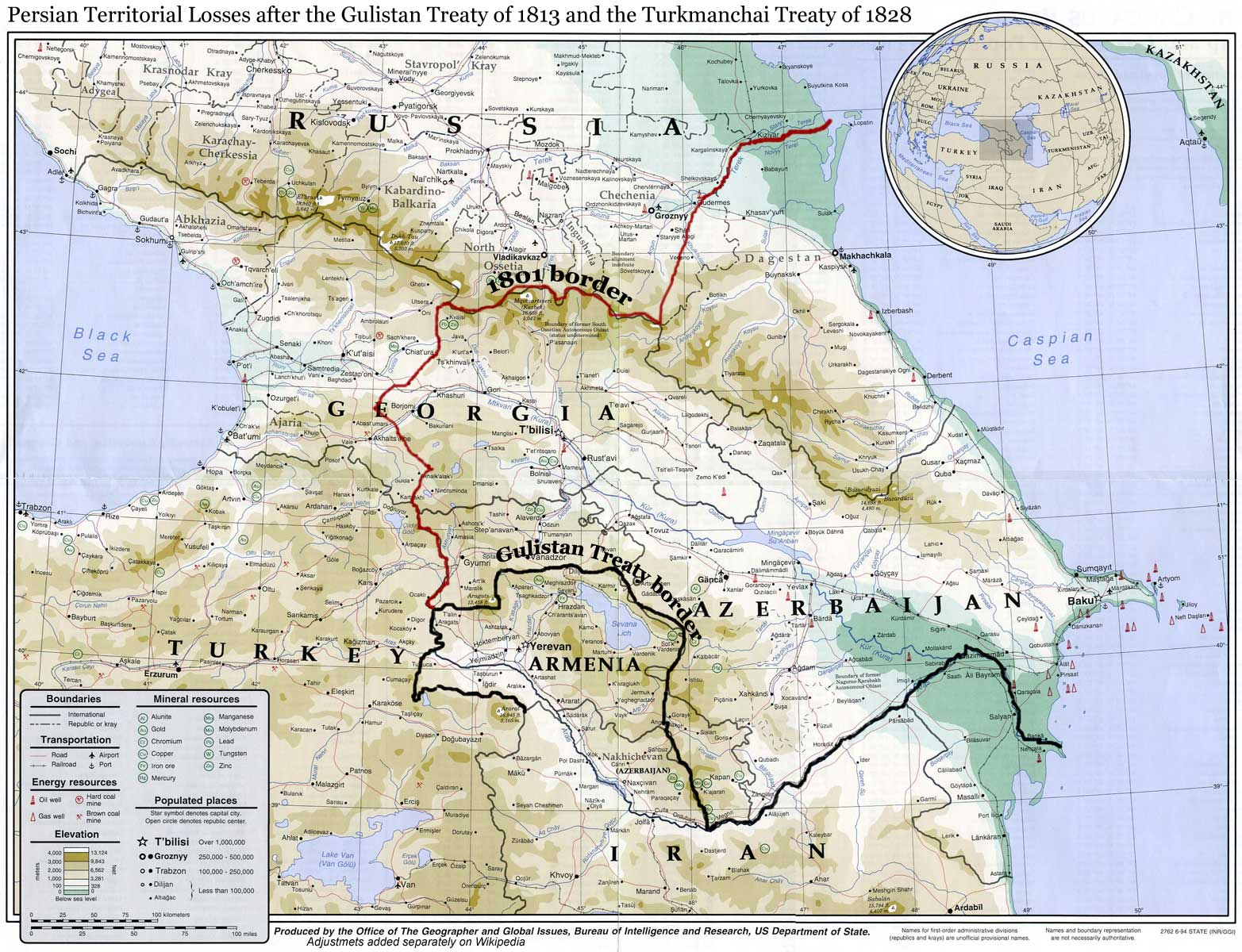
Pertes territoriales de la Perse au traité de Golestan.

- 1813 - Par le traité de Golestan, qui conclut la guerre russo-persane, l'Empire perse perd tous ses territoires situés au nord de l'Araxe, cédant à la Russie le Daguestan, la Géorgie, la Mingrélie, l'Abkhazie et la plus grande partie du territoire correspondant à l'actuelle république d'Azerbaïdjan.
- 1826 : début de la guerre russo-persane de 1826-1828, la Russie s'empare des provinces arméniennes. Fin en 1828.
- 1901 : une compagnie britannique reçoit une concession de forage pétrolier pour 60 ans en Perse.
- 1906 : La révolution constitutionnelle éclate. Mozaffaredin Shah signe la constitution, inspirée de celle de la Belgique, mettant fin à la monarchie absolue et introduisant un nouveau système politique.
- 1908 : Découverte de pétrole dans le Khouzistan.
- 1919 : Le Parlement iranien rejette l'accord anglo-persan proposé par le Royaume-Uni.

### État impérial
1925 • 1926 • 1927 • 1928 • 1929 • 1930 • 1931 • 1932 • 1933 • 1934 • 1935 • 1936 • 1937 • 1938 • 1939 • 1940 • 1941 • 1942 • 1943 • 1944 • 1945 • 1946 • 1947 • 1948 • 1949 • 1950 • 1951 • 1952 • 1953 • 1954 • 1955 • 1956 • 1957 • 1958 • 1959 • 1960 • 1961 • 1962 • 1963 • 1964 • 1965 • 1966 • 1967 • 1968 • 1969 • 1970 • 1971 • 1972 • 1973 • 1974 • 1975 • 1976 • 1977 • 1978 • 1979
- 1925 : Chute de la Dynastie Kadjar et création de l'État impérial d'Iran
- 1934 : Le nom d'Iran est repris officiellement dans les correspondances étrangères.
- 1935 : Un décret interdit le port du voile pour les femmes et l'obligation de porter un habit pour les hommes.
- 1941 : Reza Shah déclare la neutralité de l'Iran et refuse l'expulsion des ressortissants allemands. Lors de l'invasion anglo-soviétique de l'Iran, les Britanniques et Soviétiques forcent Reza Shah à abdiquer en faveur de son fils Mohammad Reza Pahlavi.
- 1943 : L'Iran déclare la guerre à l’Allemagne en 1943. À la conférence de Téhéran, Churchill, Roosevelt et Staline réaffirment leur engagement sur l’indépendance de l’Iran, qui devient rapidement membre des Nations unies.
- 1944 : Reza Shah meurt en exil.

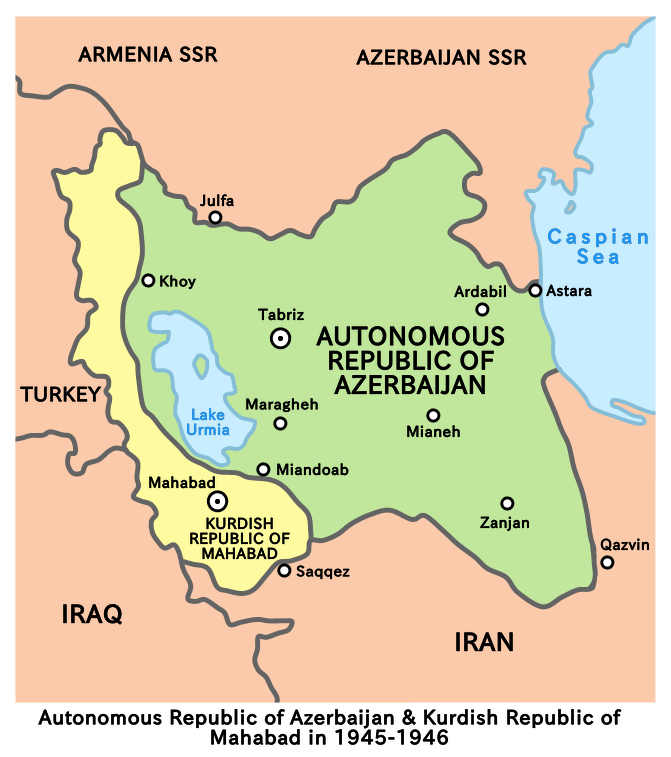
République du Mahabad et République autonome d'Azerbaïdjan (1945-1946).

- 1945 : La Crise irano-soviétique éclate, marquant le début de la guerre froide. Le Gouvernement populaire d'Azerbaïdjan et la République de Mahabad déclarent leur indépendance dans les régions de l’Azerbaïdjan iranien et du Kurdistan iranien, bénéficiant du soutien de l’Union soviétique.
- 1946 - Les troupes soviétiques occupent des parties du Khorassan, du Gorgan, du Mazandéran et du Gilan.
- 1951 - Mohammad Mossadegh devient premier ministre et nationalise l'Anglo-Iranian Oil Company.
- 1953 - Lors un coup d’État militaire, le gouvernement de Mohammad Mossadegh est renversé.
- 1955 - L’Iran devient membre du pacte de Bagdad, visant à contenir l’influence de l’Union soviétique.
- 1963 - Le chah lance la révolution blanche pour moderniser l’économie. Il est critiqué par le clergé et par les grands propriétaires fonciers. Manifestations et émeutes, où apparaît Rouhollah Khomeini.
- 1964 - Rouhollah Khomeini, opposant religieux, est arrêté et exilé en Turquie puis en Irak.
- 1965 - Le premier ministre Ali Mansour est assassiné.
- 1968 - L’Iran signe le traité de non-prolifération nucléaire.
- 1971 - Les célébrations du 2500e anniversaire de l'Empire perse à Persépolis sont fastes, ce qui irrite les pauvres et les paysans.
- 1975 - L’Iran  et l’Irak signent un accord frontalier réglant la question du Chatt-el-Arab.
- 1976 - Le calendrier islamique est remplacé par un calendrier solaire impérial.
- 1977 - Des troubles éclatent, amorçant la révolution iranienne et Gouvernement provisoire de l'Iran.
- 1978 - Le chah instaure un gouvernement militaire dirigé par le général Gholam Reza Azhari et Gouvernement provisoire de l'Iran

### République islamique
1979 • 1980 • 1981 • 1982 • 1983 • 1984 • 1985 • 1986 • 1987 • 1988 • 1989 • 1990 • 1991 • 1992 • 1993 • 1994 • 1995 • 1996 • 1997 • 1998 • 1999 • 2000 • 2001 • 2002 • 2003 • 2004 • 2005 • 2006 • 2007 • 2008 • 2009 • 2010 • 2011 • 2012 • 2013 • 2014 • 2015 • 2016 • 2017 • 2018 • 2019
- 1979 - Chapour Bakhtiar, chef nationaliste, devient premier ministre. Le chah quitte pour l'Égypte. Rouhollah Khomeini revient en Iran et instaure la République islamique d'Iran. L’ambassade des États-Unis à Téhéran est occupée, déclenchant la crise des otages américains en Iran. L’Irak envahit l’Iran, cherchant à s’emparer des champs de pétrole du Khouzistan.
- 1980 - Le président américain Jimmy Carter rompt les relations diplomatiques avec l’Iran et impose des sanctions économiques.
- 1982 - Le centre de technologie nucléaire est créé à Ispahan.
- 1987 - L’Iran accepte de respecter le cessez-le-feu exigé par la résolution 598 du Conseil de sécurité des Nations unies.
- 1989 - Rouhollah Khomeini meurt et Ali Khamenei devient guide de la révolution. Hachemi Rafsandjani, considéré pragmatique, devient président.
- 1990 - Le président irakien Saddam Hussein accepte de revenir aux accords d’Alger de 1975 et au retour des frontières initiales entre l'Irak et l'Iran.
- 1991 - L'Iran demeure neutre pendant la Guerre du Golfe mais permet à l’aviation irakienne de se poser en Iran et aux réfugiés irakiens de pénétrer sur son territoire.
- 1997 - Mohammad Khatami, un religieux modéré, devient président, dirigeant entre les exigences d’une société désireuse de réformes et un clergé très conservateur.
- 1999 - Des protestations étudiantes éclatent dans les rues de Téhéran.
- 2001 - Les éléments conservateurs du gouvernement bannissant les journaux libéraux et disqualifient les candidats aux élections parlementaire et présidentielle.
- 2002 - Le président américain George W. Bush désigne l’Iran comme appartenant à l’« axe du Mal ».
- 2005 - Mahmoud Ahmadinejad devient président. Il vise à asseoir la légitimité du programme nucléaire de l'Iran et les décisions de politique étrangère de l'Iran.
- 2006 - L'Iran annonce disposer de la technologie nucléaire.
- 2007 - L'ONU impose et durcit les sanctions économiques et commerciales contre l'Iran.
- 2009 - La réélection de Mahmoud Ahmadinejad soulève des manifestations de masse d'opposition, réprimées avec violence, par exemple dans l'Affaire Neda Agha-Soltan.
- 2013 - Hassan Rohani est élu président.
- 2017 - Des manifestations ont lieu dans tout le pays.
- depuis 2022 -  Mahsa Amini, une jeune iranienne kurde, est arrêtée par la  police des mœurs pour ne pas avoir correctement porté son hidjab. Elle meurt trois jours plus tard. Considérant qu'elle a été assassinée par la police des mœurs, de nombreux iraniens, principalement des jeunes, manifestent contre le régime et contre le port obligatoire du hidjab pour toutes les femmes.